# Up the Academy
Mad Magazine Presents Up the Academy (conocida también como Up the Academy) es una película estadounidense de 1980 dirigida por Robert Downey Sr. y protagonizada por Wendell Brown, Tommy Citera, Ron Leibman, Harry Teinowitz, Hutch Parker, Ralph Macchio, Tom Poston, King Coleman y Barbara Bach. La trama gira en torno a las travesuras de un grupo de inadaptados en una escuela militar.

## Sinopsis
Cuatro jóvenes problemáticos son asignados a la Academia Militar Wienberg como castigo: el heredero de una familia del crimen organizado, Chooch; el hijo de un curandero, Ike; el hijo de un jeque árabe, Hash; y Oliver, cuyo padre gobernador se presenta a la reelección. Al mando de estos nuevos reclutas está el sádico comandante Vaughn Liceman. Tres de los cuatro nuevos reclutas se establecen como alborotadores desde el principio, pero Chooch quiere ser recto y se centra en sus estudios. Poco después se les une un nuevo compañero de cuarto, Rodney, que fue expulsado de otras escuelas por sus tendencias pirómanas.
Cuando Candy, la novia de Oliver, acaba matriculada en una escuela militar femenina cercana, los reclutas planean escaparse. Lo consiguen, pero cuando regresan descubren que Liceman está al tanto de todo e incluso tiene fotos comprometedoras de Oliver y Candy, que amenaza con utilizar para perjudicar la candidatura a la reelección del Gobernador. Los chicos suponen que Chooch es el soplón, pero descubre que Rodney es el culpable. En represalia, urden un nuevo plan para conseguir fotos comprometedoras de Liceman con Candy, y recuperar las fotos originales del chantaje.
Dicho plan tiene lugar durante el partido de fútbol de la academia. En medio de la acción, Rodney se arrepiente de sus actos y lanza un cohete que destruye la cabaña de Liceman. La academia gana el partido de fútbol y el chantaje queda frustrado. La película termina con Liceman persiguiendo a Ike, Oliver, Hash, Chooch, Candy y Rodney.

## Reparto
- Ron Leibman es Vaughn Liceman
- Wendell Brown es Eisenhower "Ike" MacArthur
- Tommy Citera es El-Hashid "Hash" Amier Jr.
- Hutch Parker es Oliver Holt
- Ralph Macchio es Chooch Bambalazi
- Harry Teinowitz es Rodney Ververgaert
- Tom Poston es Sisson
- Ian Wolfe es el comandante Causeway
- Antonio Fargas es el entrenador
- Stacey Nelkin es Candy
- Barbara Bach es Bliss
- Leonard Frey es Keck